# Pinon (Aisne)
Pinon je francouzská obec v departementu Aisne v regionu Hauts-de-France. V roce 2011 zde žilo 1 810 obyvatel.

## Sousední obce
Allemant, Anizy-le-Château, Lizy, Merlieux-et-Fouquerolles, Vaudesson, Vauxaillon

## Vývoj počtu obyvatel
Počet obyvatel 